# Akestorides (Archon 504/503 v. Chr.)
Akestorides (altgriechisch Ἀκεστορίδης Akrestorídēs) war ein antiker griechischer Politiker. Er wurde im Jahr 504 v. Chr. zum Archon eponymos Athens gewählt.
Laut Dionysios von Halikarnassos übte Akestorides sein Amt im ersten Jahr der 69. Olympiade aus. In Rom sollen im selben Jahr Marcus Valerius und Publius Postumius Tubertus Konsuln gewesen sein. Der Beginn der 69. Olympiade fällt in das Jahr 504 v. Chr., das Amtsjahr des Akestorides umfasste folglich nach dem attischen Kalender das bürgerliche Jahr 504/503 v. Chr.
Die Datierung seines Archontats spielt eine Rolle bezüglich der Chronologie der Kleisthenischen Reformen in Athen. Aristoteles schreibt in seiner Athenaion politeia, dass die Einführung der zehn Phylen im Rahmen der Phylenreform des Kleisthenes während des Archontats des Isagoras im Jahr 508/507 v. Chr. vollzogen wurde. Dies soll sich im fünften Jahr vor dem Archontat des Hermokreon zugetragen haben, denn in dessen Amtsjahr hätten die Athener den Eid eingeführt, den die Mitglieder des Rats der 500 bis zu Aristoteles’ Zeiten zu leisten hatten. Dies fällt aber in das von Dionysios für Akestorides bestimmte Amtsjahr und bildet einen Konflikt, den man zum Beispiel dadurch zu lösen versuchte, dass man das bei Aristoteles überlieferte „im fünften“ (πέμπτῳ) zu „im achten“ (ὀγδόῳ) korrigieren wollte. Charles W. Fornara datierte hingegen das Archontat des Hermokreon in das Jahr 503/502 v. Chr. mit dem Argument, die unter Isagoras beschlossene Reform könne frühestens ein Jahr später gegriffen haben. Ephraim David schlug vor, die Angaben bei Aristoteles nicht auf ein zeitlich zu begrenzendes Geschehen zu beschränken, sondern als Darstellung eines Prozesses, der fünf Jahre vor dem Archontat des Hermokreon im Jahr 505/504 v. Chr. endete. In dieses Jahr möchte er auch das Amtsjahr des Archons Alkmaion, das üblicherweise 507/506 v. Chr. angesetzt wird, datieren. Zugleich möchte er damit den Widerspruch auflösen, der sich aus der Überlieferung bei Aristoteles (Einführung der Phylen unter Isagoras) und Iulius Pollux (Einführung der Phylen unter Alkmaion) ergibt.
Demgegenüber werden an der Zuverlässigkeit des Dionysios von Halikarnassos keine Zweifel geäußert. Dessen Datierung des Archontats des Akestorides in das Jahr 504/503 v. Chr. wird als schlüssig und glaubwürdig bewertet.